# Detective Monk
Detective Monk (Monk) è una serie televisiva statunitense di genere poliziesco creata da Andy Breckman e interpretata da Tony Shalhoub nel ruolo di Adrian Monk.
Prodotta dalla Mandeville Films e Touchstone Television in collaborazione con la Universal Television, fu trasmessa tra il 2002 e il 2009 dalla rete via cavo USA Network.
L'ultimo episodio fu il più visto nella storia della televisione via cavo statunitense, record poi superato da The Walking Dead. Infatti furono 9,4 milioni gli statunitensi che guardarono l'episodio, tra cui 3,2 milioni nella fascia di riferimento 18-49 anni. La serie ricevette diversi premi, tra cui otto Emmy Award.

## Trama
Adrian Monk è un detective del dipartimento di polizia di San Francisco. In seguito all'omicidio di sua moglie ha vissuto per tre anni e mezzo in isolamento prima di tornare alla sua professione grazie all'infermiera Sharona, ma l'esperienza gli ha lasciato una profonda angoscia che si manifesta in molte fobie. Queste ossessioni, comunque, lo aiutano a risolvere molti casi. Quando non collabora con la polizia cerca di ottenere informazioni sulla morte di sua moglie. Nel corso della serie ha due assistenti – la succitata Sharona e, in seguito, Natalie. Ha anche un fratello e alla fine della serie scoprirà di avere anche una figliastra, figlia della moglie defunta.

## Episodi
| Stagione         | Episodi | Prima TV originale | Prima TV Italia |
| ---------------- | ------- | ------------------ | --------------- |
| Prima stagione   | 13      | 2002               | 2004            |
| Seconda stagione | 16      | 2003-2004          | 2005            |
| Terza stagione   | 16      | 2004-2005          | 2005-2007       |
| Quarta stagione  | 16      | 2005-2006          | 2007-2008       |
| Quinta stagione  | 16      | 2006-2007          | 2008            |
| Sesta stagione   | 16      | 2007-2008          | 2008            |
| Settima stagione | 16      | 2008-2009          | 2009            |
| Ottava stagione  | 16      | 2009               | 2010            |

## Personaggi e interpreti
- Adrian Monk (stagioni 1-8), interpretato da Tony Shalhoub, doppiato da Eugenio Marinelli.
È il protagonista della serie. Detective geniale, è però affetto da un grave disturbo ossessivo-compulsivo che limita la sua vita e che in precedenza ha causato il suo allontanamento dal lavoro nella polizia di San Francisco, con cui ora collabora in qualità di consulente esterno.
- Sharona Fleming (stagioni 1-3, guest 8), interpretata da Bitty Schram, doppiata da Claudia Razzi.
È un'infermiera diplomata, si prende cura di Monk e, nel corso delle indagini, fa tutto ciò che a Monk è impedito a causa delle sue fobie. Lascia la serie a metà della terza stagione, ma farà ritorno nell'ottava e ultima stagione, nell'episodio intitolato Il signor Monk e Sharona. Ha un figlio, Benji Fleming.
- Leland Stottlemeyer (stagioni 1-8), interpretato da Ted Levine, doppiato da Ennio Coltorti.
È il capitano della polizia di San Francisco, già collega di Monk. Nei casi più ardui è costretto ad avvalersi della sua collaborazione, sempre con molta pazienza.
- Randall "Randy" Disher (stagioni 1-8), interpretato da Jason Gray-Stanford, doppiato da Niseem Onorato.
È un tenente della polizia, assistente di Stottlemeyer, ed è animato da molta volontà, pur non brillando per particolare acume. Ammira il modo di indagare di Monk e cerca sempre di imitarlo, con scarsi risultati.
- Natalie Teeger (stagioni 3-8), interpretata da Traylor Howard, doppiata da Laura Boccanera.
È la seconda assistente di Monk, assunta dopo che Sharona se n'è andata. È vedova e ha una figlia, Julie Teeger.

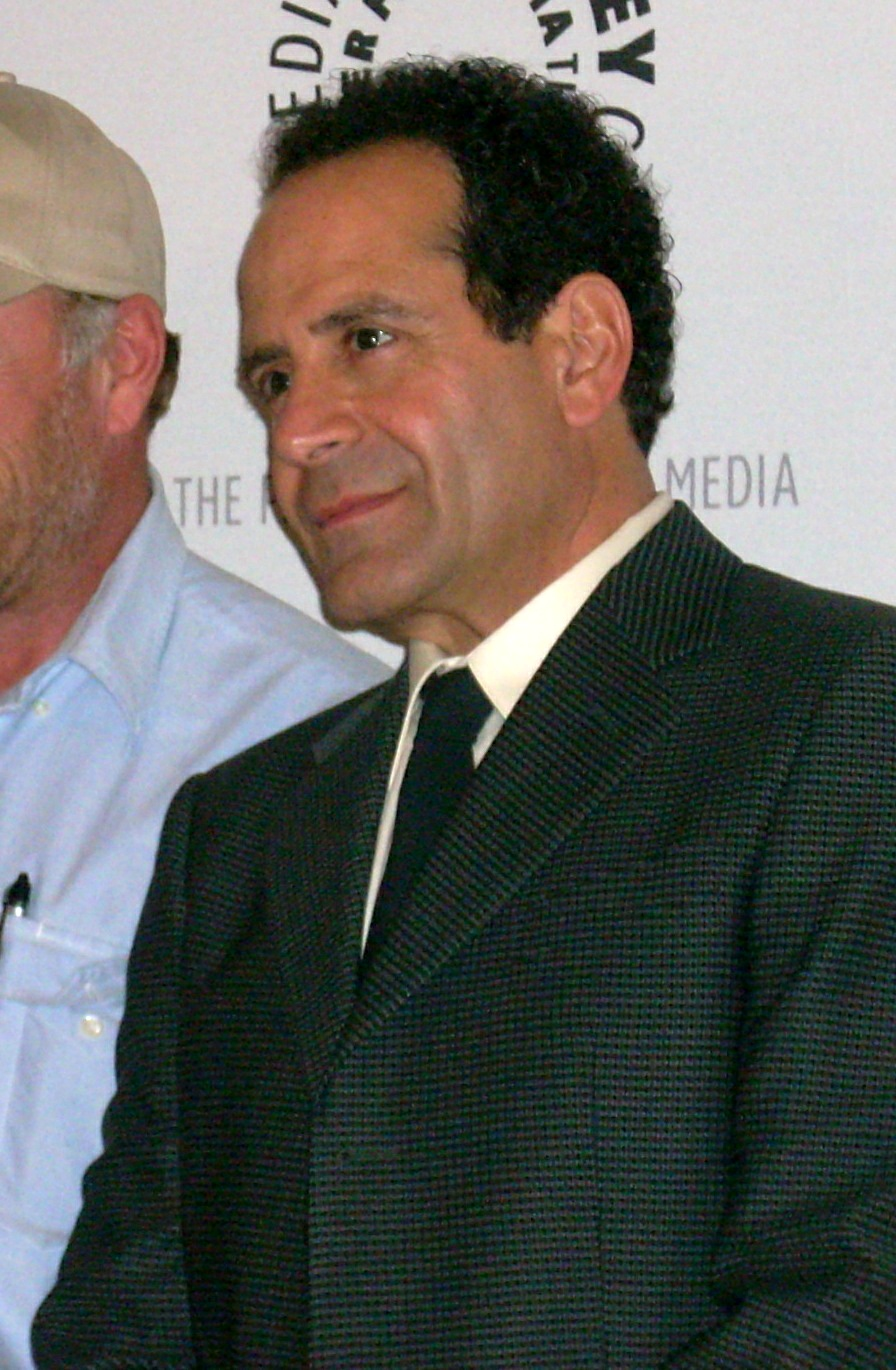
Tony Shalhoub interpreta Adrian Monk
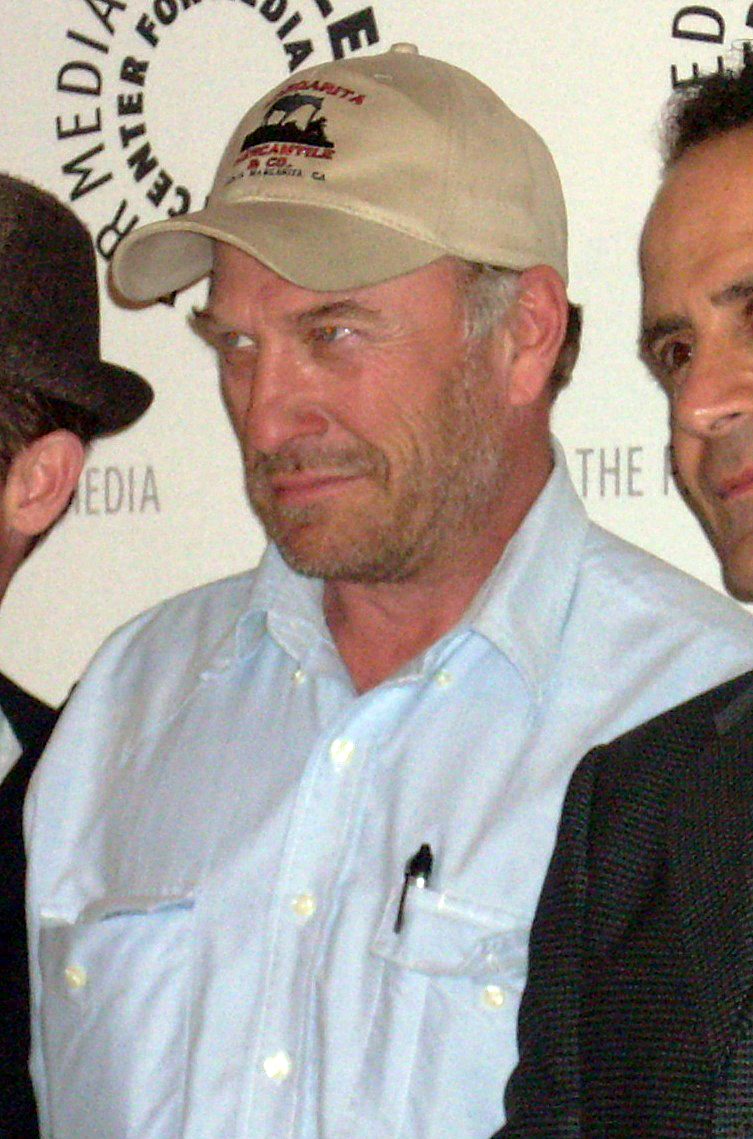
Ted Levine interpreta Leland Stottlemeyer
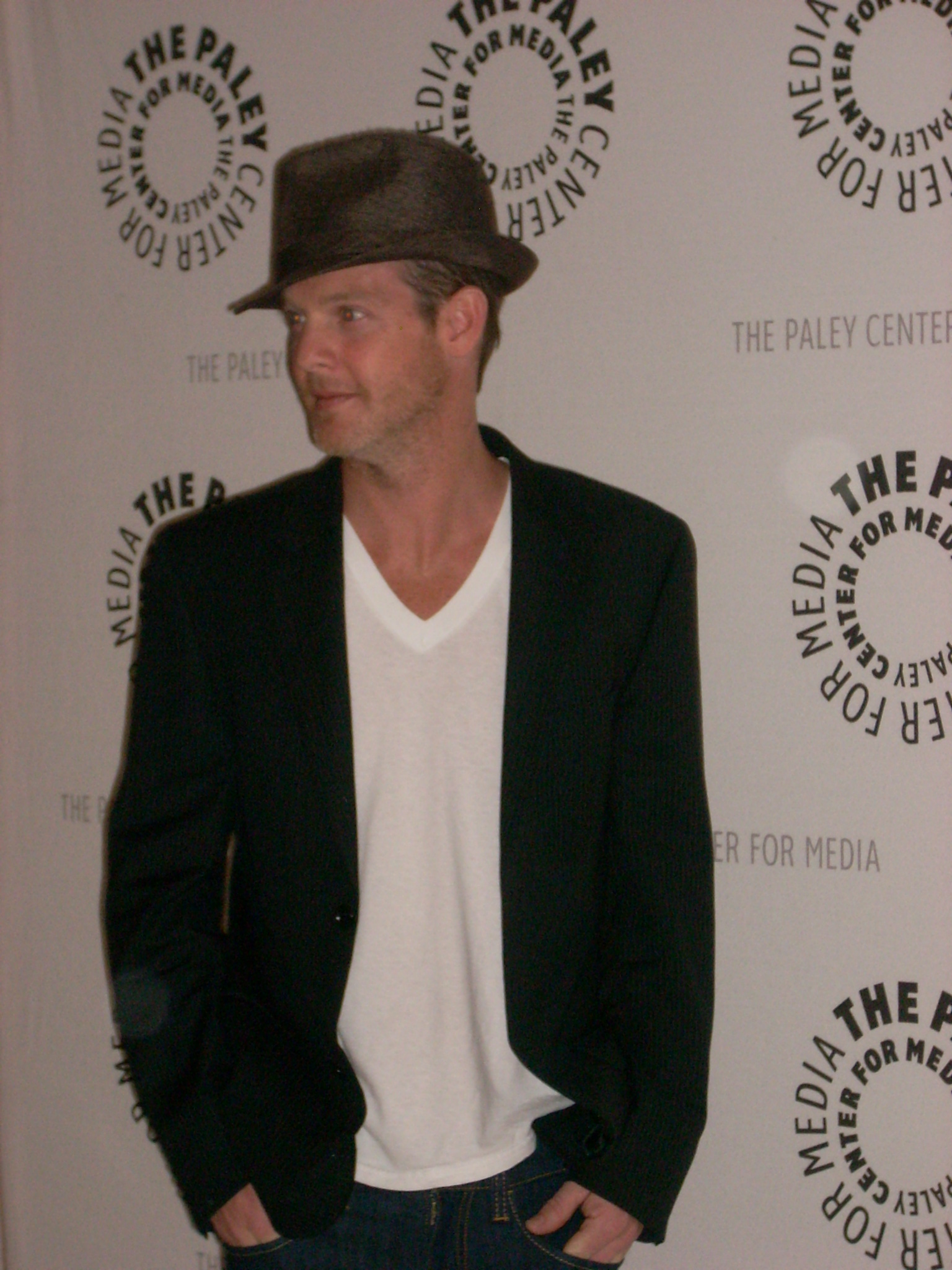
Jason Gray-Stanford interpreta Randy Disher
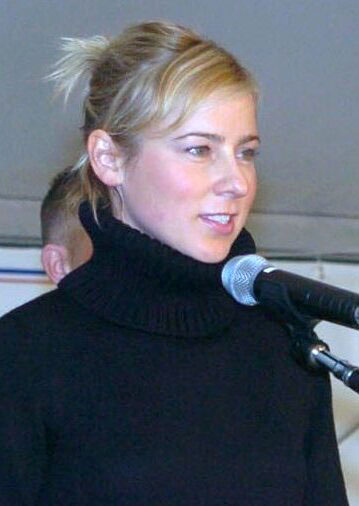
Traylor Howard interpreta Natalie Teeger

## Produzione

### Concezione

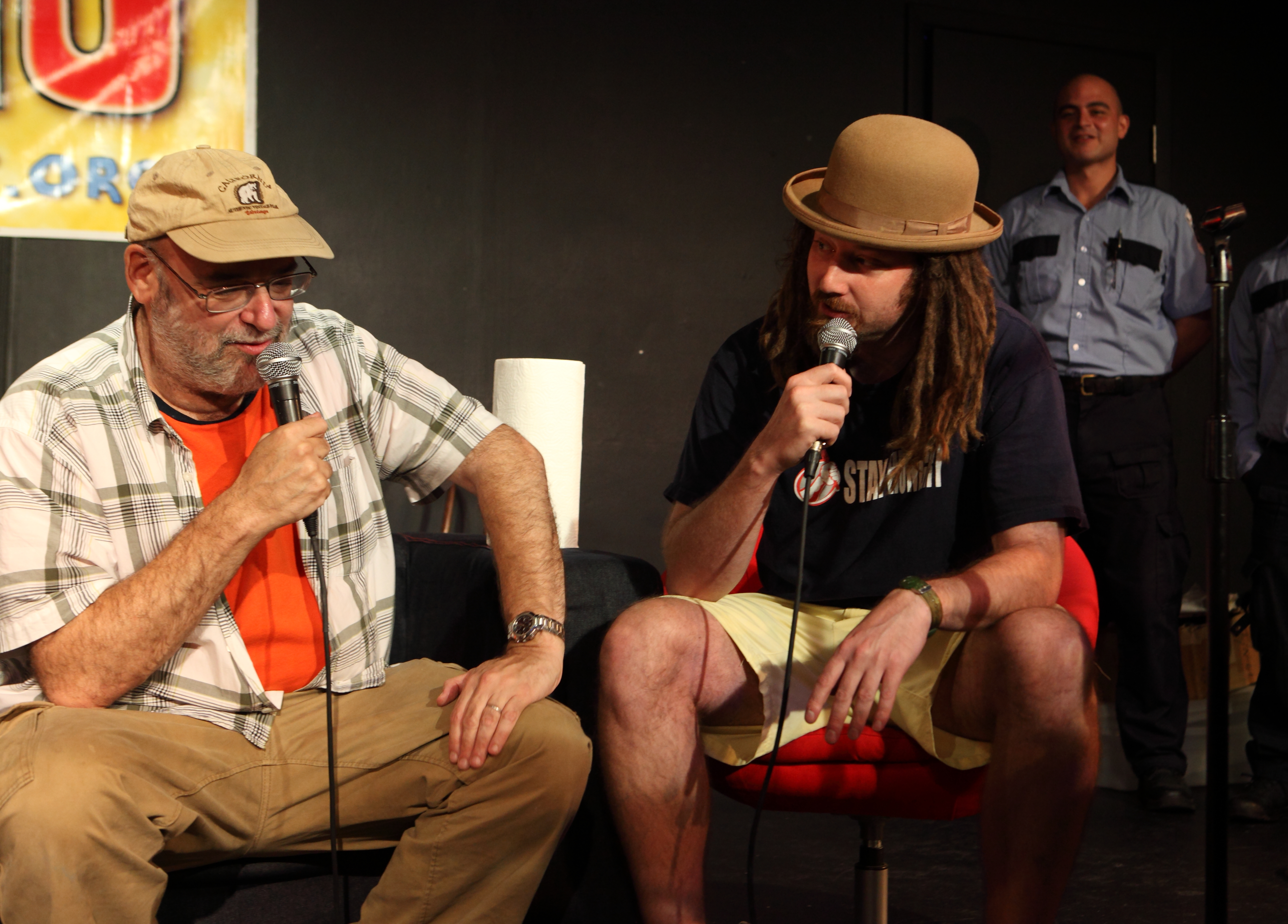
Andy Breckman (sinistra), il creatore della serie, in una foto del 2010

Come spiegato dal produttore esecutivo David Hoberman, in origine la serie fu concepita per la ABC come un poliziesco con un protagonista simile all'ispettore Clouseau, con l'unica differenza che Monk soffriva di disturbi ossessivi e compulsivi. La ABC voleva che fosse Michael Richards il protagonista, ma l'attore rifiutò.
Lo sviluppo fu curato da Andy Breckman, che si ispirò al Dottor Watson per il personaggio di Charles Kroger. Inoltre il personaggio dell'ispettore Stottlemeyer è basato sull'ispettore Lestrade, altro personaggio dell'universo di Sherlock Holmes.
Anche se era stata concepita per la ABC la serie fu poi girata all'emittente via cavo USA Network.
In tutti i titoli degli episodi compare sempre «Il signor Monk», seguito da uno o più riferimenti al filo conduttore dell'episodio.
In molti degli episodi l'assassino è conosciuto sin dall'inizio, in modo simile al modello di Colombo, mentre alla fine una sequenza vede il protagonista spiegare come il reato è stato commesso introdotta dalla frase «ecco com'è andata» o una sua variante, illustrata in bianco e nero.

### Riprese
Benché sia ambientato a San Francisco e nelle sue vicinanze Monk è, per la maggior parte, girato altrove, tranne che per occasionali scene esterne che mostrano vedute della città californiana. L'episodio pilota è stato girato a Vancouver, nella Columbia Britannica, con qualche ripresa esterna a San Francisco, mentre gli episodi successivi della prima stagione sono stati girati nei dintorni di Toronto in Canada.
A partire dalla seconda stagione la maggior parte degli episodi furono invece girati principalmente negli studi televisivi di Los Angeles in California.
L'appartamento di Adrian Monk (per le riprese esterne) si trova al seguente indirizzo: 999 Broadway angolo con Taylor Street a San Francisco, la casa è stata ridipinta recentemente e il cancello bianco all'entrata ora è di colore nero.

### Cast

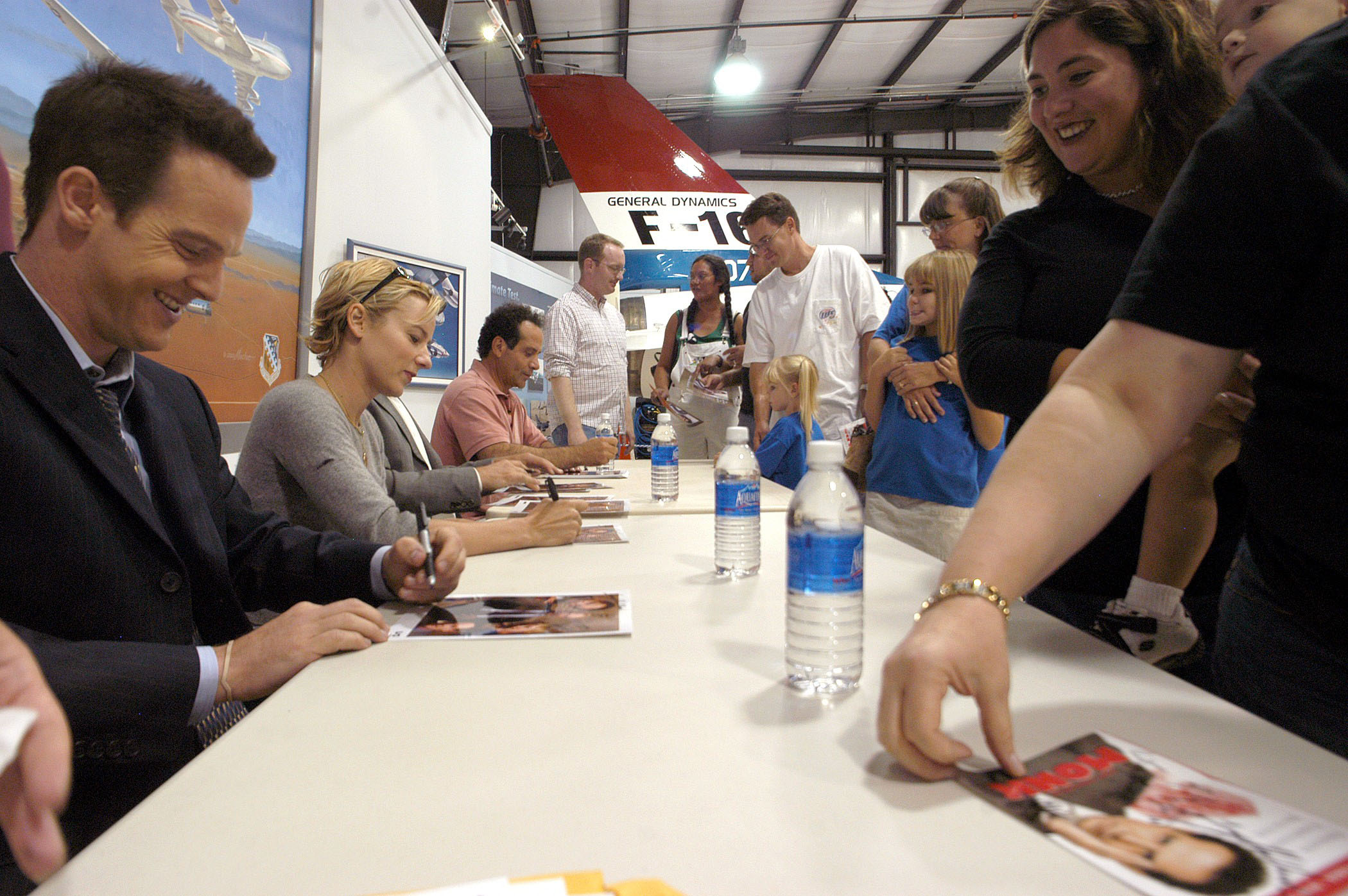
Jason Gray-Stanford, Traylor Howard e Tony Shalhoub firmano autografi alla base aerea Edwards dopo l'episodio della quarta stagione Il signor Monk e l'astronauta

Bitty Schram, già candidata ai Golden Globe come miglior attrice non protagonista in una serie per il ruolo di Sharona Fleming, a metà della terza stagione lasciò lo show per una disputa contrattuale. Per sostituirla fu ingaggiata Traylor Howard nella parte del nuovo personaggio Natalie Teeger, che diede uno spessore diverso al ruolo dell'assistente di Adrian Monk.
Il personaggio di Sharona Fleming ritorna in seguito nel romanzo del 2007 Mr. Monk and the Two Assistants e in un episodio dell'ottava stagione: Il signor Monk e Sharona.

## Colonna sonora
Durante la prima stagione la serie utilizza un'introduzione strumentale jazz composta dal musicista Jeff Beal ed eseguita dal chitarrista Grant Geissman. Quando la seconda stagione andò in onda, presentava invece un nuovo tema musicale, una canzone intitolata It's a Jungle Out There di Randy Newman. Tra le critiche rivolte alla nuova stagione, tra cui una recensione del quotidiano newyorkese Daily News, figurava il desiderio che i produttori ritornassero al tema musicale originale. Altri, invece, apprezzarono il nuovo jingle, tra cui lo stesso Tony Shalhoub, che lo definì «completamente in tono con lo show». Il tema musicale jazz originario, tuttavia, non fu accantonato completamente, ma continuò a essere utilizzato come sottofondo negli episodi delle stagioni successive.
Nell'episodio della sesta stagione Il signor Monk e il rapper, andato in onda il 20 luglio 2007, la guest star Snoop Dogg ha creato una versione hip hop della sigla.
Nel 2004, in seguito al successo della serie, Varese Sarabande ha fatto uscire la colonna sonora ufficiale su CD. Contiene la musica originale composta e suonata da Jeff Beal per un totale di 36 brani tratti da vari episodi della prima stagione, speciale versione estesa del tema originale e una composizione scritta e registrata ma mai utilizzata negli episodi.

## Distribuzione
| Stagione         | Fascia oraria (ET)                               | Prima di stagione | Prima di stagione       | Finale di stagione | Finale di stagione      |
| Stagione         | Fascia oraria (ET)                               | Data              | Spettatori (in milioni) | Data               | Spettatori (in milioni) |
| ---------------- | ------------------------------------------------ | ----------------- | ----------------------- | ------------------ | ----------------------- |
| Prima stagione   | Venerdì alle 22:00                               | 12 luglio 2002    | 4,76                    | 18 ottobre 2002    | 4,25                    |
| Seconda stagione | Venerdì alle 22:00                               | 20 giugno 2003    | 5,43                    | 5 marzo 2004       | 5,51                    |
| Terza stagione   | Venerdì alle 22:00                               | 18 giugno 2004    | 5,54                    | 4 marzo 2005       | 4,44                    |
| Quarta stagione  | Venerdì alle 22:00                               | 8 luglio 2005     | 6,38                    | 17 marzo 2006      | 5,4                     |
| Quinta stagione  | Venerdì alle 21:00 (eccetto ep. 5x09 alle 22:00) | 7 luglio 2006     | 5,09                    | 2 marzo 2007       | 5,7                     |
| Sesta stagione   | Venerdì alle 21:00 (eccetto ep. 5x09 alle 22:00) | 13 luglio 2007    | 4,88                    | 22 febbraio 2008   | 6,88                    |
| Settima stagione | Venerdì alle 21:00 (eccetto ep. 5x09 alle 22:00) | 18 luglio 2008    | 5,64                    | 20 febbraio 2009   | 5,54                    |
| Ottava stagione  | Venerdì alle 21:00 (eccetto ep. 5x09 alle 22:00) | 7 agosto 2009     | 5,14                    | 4 dicembre 2009    | 9,44                    |

### Edizioni home video
| Cofanetto DVD    | Pubblicazione per area geografica | Pubblicazione per area geografica | Pubblicazione per area geografica |
| Cofanetto DVD    | Regione 1                         | Regione 2                         | Regione 3                         |
| ---------------- | --------------------------------- | --------------------------------- | --------------------------------- |
| Prima stagione   | 15 giugno 2004                    | 27 dicembre 2004                  | 18 gennaio 2005                   |
| Seconda stagione | 11 gennaio 2005                   | 18 luglio 2005                    | 21 settembre 2005                 |
| Terza stagione   | 5 giugno 2005                     | 27 febbraio 2006                  | 22 marzo 2006                     |
| Quarta stagione  | 27 giugno 2006                    | 18 settembre 2006                 | 15 novembre 2006                  |
| Quinta stagione  | 26 giugno 2007                    | 17 settembre 2007                 | 1º aprile 2009                    |
| Sesta stagione   | 8 luglio 2008                     | 8 settembre 2008                  | 3 febbraio 2010                   |
| Settima stagione | 21 luglio 2009                    | 23 agosto 2010                    | 30 giugno 2010                    |
| Ottava stagione  | 16 marzo 2010                     | 9 maggio 2011                     | 1º dicembre 2010                  |
| Serie completa   | 5 ottobre 2010                    | agosto 2011                       | nd                                |

## Accoglienza
La serie ha ricevuto recensioni positive da parte della critica; gli aspetti più apprezzati della serie risiedono nella goffaggine del protagonista, nello sviluppo dei casi e in sottili richiami ai romanzi di Sherlock Holmes. Sul sito A.V. Club un editore del sito affermò che la serie divenne significativa grazie alle performance di Tony Shalhoub e al fatto di essere divertente e innocua, diventando un successo nonostante fosse mandata in onda in estate. In un altro articolo del sito Matthew Crowley afferma che, mentre Monk condivide molte delle qualità dei loro colleghi, come un forte senso della giustizia e deduzioni oculate, manca totalmente di fascino. A prima vista Monk può sembrare perfino antipatico e quadrato, con il suo goffo senso dell'humor e la sua preoccupazione per gli enigmi. Gli aspetti macho di Sherlock Holmes, il suo passatempo con la boxe e l'occasionale uso di cocaina non ci sono. Ciò che rimane è un "genio solitario", mentre un articolo di The Atlas Society lo definisce "Un fascio di nervi costellato da centinaia di fobie".

### Riconoscimenti
- Emmy Award
  - 2003 – premio per il miglior attore protagonista in una serie televisiva commedia a Tony Shalhoub
  - 2004 – premio per il migliore attore ospite in una serie comica o commedia a John Turturro
  - 2004 – candidatura per il miglior attore protagonista in una serie televisiva comica a Tony Shalhoub
  - 2004 – candidatura per il miglior casting per una serie TV comica o commedia
  - 2005 – premio per il miglior attore protagonista in una serie televisiva commedia a Tony Shalhoub
  - 2005 – candidatura per il miglior regista in una serie televisiva commedia a Randall Zisk (per l'episodio Il signor Monk prende la medicina)
  - 2006 – premio per il miglior attore protagonista in una serie televisiva commedia a Tony Shalhoub
  - 2006 – candidatura per la miglior attrice guest star in una serie commedia a Laurie Metcalf
  - 2007 – premio per il miglior attore guest star in una serie commedia a Stanley Tucci
  - 2007 – candidatura per il miglior attore protagonista in una serie televisiva commedia a Tony Shalhoub
  - 2008 – candidatura per il miglior attore protagonista in una serie televisiva commedia a Tony Shalhoub
  - 2008 – candidatura per la miglior attrice guest star in una serie commedia a Sarah Silverman
  - 2009 – candidatura per il miglior attore protagonista in una serie televisiva commedia a Tony Shalhoub
  - 2009 – candidatura per la miglior attrice guest star in una serie commedia a Gena Rowlands
  - 2010 – premio per le migliori musiche originali a Randy Newman
  - 2010 – premio per il miglior attore protagonista in una serie televisiva comica a Tony Shalhoub
  - 2010 – premio per il miglior tema musicale di una sigla a Jeff Beal
  - 2010 – candidatura per il miglior attore protagonista in una serie televisiva commedia a Tony Shalhoub
- Golden Globe
  - 2003 – premio per il miglior attore in una serie commedia o musicale a Tony Shalhoub
  - 2004 – candidatura per la miglior serie commedia o musicale
  - 2004 – candidatura per il miglior attore in una serie commedia o musicale a Tony Shalhoub
  - 2004 – candidatura per la miglior attrice in una serie commedia o musicale a Bitty Schram
  - 2005 – candidatura per il miglior attore in una serie commedia o musicale a Tony Shalhoub
  - 2007 – candidatura per il miglior attore in una serie commedia o musicale a Tony Shalhoub
  - 2009 – candidatura per il miglior attore in una serie commedia o musicale a Tony Shalhoub
- Artios Award
  - 2003 – candidatura per il miglior casting per una serie televisiva commedia
  - 2004 – candidatura per il miglior casting per una serie televisiva commedia
  - 2007 – candidatura per il miglior casting per una serie televisiva commedia
  - 2008 – candidatura per il miglior casting per una serie televisiva commedia
- ASCAP Award
  - 2005 – riconoscimento come Top TV Series a Randy Newman
- Edgar Award
  - 2003 – candidatura per il miglior episodio di una serie televisiva (per l'episodio Il signor Monk va in vacanza)
  - 2004 – candidatura per la miglior sceneggiatura di un episodio di una serie TV (per l'episodio Il signor Monk e il 12° uomo)
  - 2004 – candidatura per la miglior sceneggiatura di un episodio di una serie TV (per l'episodio Il signor Monk e l'uomo più vecchio del mondo)
  - 2005 – candidatura per la miglior sceneggiatura di un episodio di una serie TV (per l'episodio Il signor Monk e le visioni di Sharona)
  - 2007 – candidatura per la miglior sceneggiatura di un episodio di una serie TV (per l'episodio Il signor Monk e il nuovo psicologo)
- Golden Reel Awards
  - 2003 – premio per il miglior montaggio sonoro televisivo (categoria dialoghi e doppiaggio)
  - 2003 – premio per il miglior tema musicale di una sigla a Randy Newman
- Screen Actors Guild Award
  - 2003 – candidatura per il migliore attore protagonista in una serie commedia a Tony Shalhoub
  - 2004 – premio per il migliore attore protagonista in una serie commedia a Tony Shalhoub
  - 2005 – premio per il migliore attore protagonista in una serie commedia a Tony Shalhoub
  - 2007 – candidatura per il migliore attore protagonista in una serie commedia a Tony Shalhoub
  - 2008 – candidatura per il migliore attore protagonista in una serie commedia a Tony Shalhoub
  - 2009 – candidatura per il migliore attore protagonista in una serie commedia a Tony Shalhoub
  - 2010 – candidatura per il migliore attore protagonista in una serie commedia a Tony Shalhoub
- TCA Award
  - 2003 – candidatura per la miglior interpretazione in una serie televisiva commedia a Tony Shalhoub
- Young Artist Award
  - 2003 – candidatura per il miglior giovane attore non protagonista in una serie televisiva a Max Morrow
  - 2007 – candidatura per la miglior giovane attrice guest star in una serie televisiva a Rachel Rogers

## Altri media

### Film TV
Il 17 febbraio 2012 Andy Breckman aveva annunciato la sceneggiatura per un film TV dal titolo Mr. Monk For Mayor, di cui era prevista la realizzazione durante l'anno e con la possibilità di un sequel; tuttavia l'idea è stata successivamente respinta per ragioni di budget.
L'8 dicembre 2023 è stato diffuso il film Mr. Monk's Last Case: A Monk Movie sulla piattaforma streaming Peacock TV, diretto da Randall Zisk. In Italia il film è stato distribuito da Prime Video con sottotitoli in italiano.

### Podcast
È disponibile il dietro le quinte, un audio podcast dal titolo Il pranzo da Monk, disponibile per il download attraverso il sito web di USA Network; nel podcast, tutti i membri del cast vengono intervistati mentre pranzano.

### Romanzi
Dal 2006, durante la messa in onda della quarta stagione, Lee Goldberg ha prodotto una serie di romanzi basati sulla serie televisiva originale. Tutti i romanzi sono narrati da Natalie Teeger, seconda assistente di Monk. Per la maggior parte i romanzi restano fedeli alla serie televisiva, con una leggera discontinuità. Due dei romanzi sono stati successivamente adattati in episodi regolari. Il 31 dicembre 2012 è stato pubblicato l'ultimo romanzo scritto da Lee Goldberg. Successivamente Hy Conrad ha scritto altri quattro libri, finendo la serie con Mr. Monk and the New Lieutenant.
Di seguito la lista dei romanzi:
- Mr. Monk Goes to the Firehouse: 3 gennaio 2006
- Mr. Monk Goes to Hawaii: 5 luglio 2006
- Mr. Monk and the Blue Flu: 2 gennaio 2007
- Mr. Monk and the Two Assistants: 3 luglio 2007
- Mr. Monk in Outer Space: 30 ottobre 2007
- Mr. Monk Goes to Germany: 1º luglio 2008
- Mr. Monk Is Miserable: 2 dicembre 2008
- Mr. Monk and the Dirty Cop: 7 luglio 2009
- Mr. Monk in Trouble: 1º dicembre 2009
- Mr. Monk Is Cleaned Out: 6 luglio 2010
- Mr. Monk on the Road: 4 gennaio 2011
- Mr. Monk on the Couch: 7 giugno 2011
- Mr. Monk on Patrol: 3 gennaio 2012
- Mr. Monk Is a Mess: 5 giugno 2011
- Mr. Monk Gets Even: 31 dicembre 2012
- Mr. Monk Helps Himself: 4 giugno 2013
- Mr. Monk Gets on Board: 7 gennaio 2014
- Mr. Monk Is Open for Business: 3 giugno 2014
- Mr. Monk and the New Lieutenant: 6 gennaio 2015

### Little Monk
Dal 22 agosto 2009 è stata distribuita online anche una webserie di dieci webisodi intitolata Little Monk, con Adrian Monk e Ambrose Monk da bambini tra i protagonisti.

### Altre apparizioni
Nel 2020 i personaggi della serie appaiono in uno sketch del The At-Home Variety Show su Peacock TV, intitolato Monk in Quarantine, che mostra Monk e gli altri protagonisti alle prese con la pandemia di COVID-19.